# 오버라이드
〈오버라이드〉(일본어: オーバーライド)는 일본의 보컬로이드 프로듀서(보카로P)인 요시다 야세이가 작사, 작곡한 노래이다. 2023년 11월 29일에 유튜브와 니코니코 동화를 통해 공개되었고, 2023년 12월 16일에 발매되었다. 보컬 음성은 신디사이저 V인 카사네 테토의 보컬을 사용하였다. 일러스트는 시시아가 맡았다. 또한, 빌보드 재팬 니코니코 보컬로이드 송 톱 20에서 연속 4주 1위를 차지하였고, 2024년 상반기와 연간에서 빌보드 재팬 니코니코 보컬로이드 송 톱 20에서 1위를 차지, 그리고 빌보드 재팬 여러 부문에서 100위권에 들기도 하였다. 

## 배경
뮤직 비디오는 2023년 11월 29일에 공개되었고, 12월 16일에는 스트리밍 서비스로 발매되었다. 

## 반응

### 니코니코 동화
니코니코 동화에 업로드된 뮤직 비디오는 2024년 1월 9일, 41일 만에 10만 재생수를 기록하여 Synthesizer V 전당입성에 달성하였고, 2024년 3월 6일에는 100만 재생수를 기록하여 Synthesizer V 전설입성에 달성하였다. 

### 유튜브
유튜브에 업로드된 뮤직 비디오는 2024년 1월 27일, 59일 만에 조회수 100만 회를 돌파하였으며, 요시다 야세이는 SNS를 통해 조회수 100만 회 달성 일러스트를 게시하였다. 이로부터 약 2개월 후인 2024년 4월 8일에는 조회수 1,000만 회를 돌파하였다. 2024년 11월에는 조회수 5,000만 회를 돌파하였다. 

## 차트 기록

### 주간 차트
| 차트                                       | 최고 순위 |
| ------------------------------------------ | --------- |
| 히트시커 송 (빌보드 재팬)                  | 1         |
| 니코니코 보컬로이드 송 톱 20 (빌보드 재팬) | 1         |
| 톱 유저 생성 송 (빌보드 재팬)              | 3         |
| 핫 100 (빌보드 재팬)                       | 75        |
| 다운로드 송 (빌보드 재팬)                  | 83        |

### 반년 차트
| 차트                                                 | 순위 |
| ---------------------------------------------------- | ---- |
| 니코니코 보컬로이드 송 톱 20 반년 차트 (빌보드 재팬) | 1    |

### 연간 차트
| 차트                                       | 순위 |
| ------------------------------------------ | ---- |
| 니코니코 보컬로이드 송 톱 20 (빌보드 재팬) | 1    |
| 톱 유저 생성 송 (빌보드 재팬)              | 8    |

## 발매
| 지역    | 날짜             | 형식                   |
| ------- | ---------------- | ---------------------- |
| 전 세계 | 2023년 12월 16일 | 음악 다운로드 스트리밍 |